# Slumber Party Massacre II
Slumber Party Massacre II (in Deutschland als Slumber Party Massacre vermarktet) ist ein US-amerikanischer Horrorfilm aus dem Jahr 1987. Die Slasher-Parodie mit Elementen des Musikfilms entstand unter der Regie von Deborah Brock nach eigenem Drehbuch und ist die erste von zwei Fortsetzungen von The Slumber Party Massacre aus dem Jahr 1982. Die offenkundig humoristischen Aspekte unterscheiden den Film deutlich von seinem Vorgänger, an dessen Handlung er lose anknüpft.

## Handlung
Gut vier Jahre sind vergangen, seit der entflohene Massenmörder Russ Thorn in Venice, Los Angeles, mehrere Menschen getötet hat. Die überlebenden Schwestern Courtney und Valerie haben das Erlebte auf unterschiedliche Weise verarbeitet. Während Highschool-Schülerin Courtney bei ihrer Mutter zuhause lebt, musste die ältere Valerie in eine psychiatrische Klinik eingewiesen werden. Courtney bildet gemeinsam mit ihren Freundinnen eine Girlband, die Musik im Stil von The Bangles spielt.
Obwohl sie von Albträumen geplagt wird, kann Courtney ihre Mutter dazu überreden, sie das Wochenende mit den Bandmitgliedern Amy, Sally und Sheila in einem Ferienhaus verbringen zu lassen, anstatt ihre Schwester in der Klinik zu besuchen. Durch ihre beste Freundin Amy ermutigt, lädt sie ihren Schwarm Matt ein, sie zu besuchen. Vor und während der Reise werden Courtneys Albträume lebhafter: Valerie spricht ihr die kryptische Warnung „Don’t go all the way!“ aus, ehe sie ein überdrehter Rockabilly-Musiker mit seiner Gitarre durchbohrt. Im Condo von Sheilas Vater angekommen, trinken die Mädchen Champagner, schauen Rock ’n’ Roll Highschool und beginnen eine Kissenschlacht. Noch in der ersten Nacht kommen die beiden Mitschüler Jeff und T.J. nachgereist. Am nächsten Tag wandeln sich Courtneys vermeintliche Träume in Wahnvorstellungen: So wird sie etwa aus dem Kühlschrank heraus von einem Hühnchen attackiert oder sieht einen harmlosen Pickel in Sallys Gesicht explodieren. Als Matt ankommt und die in Tränen aufgelöste Courtney behauptet, Sally sei etwas zugestoßen, rufen die Freunde die Polizei. Während der Befragung durch zwei Polizisten, kehrt Sally vom Einkaufen zurück und die Gruppe beginnt ernsthaft an Courtneys Geisteszustand zu zweifeln.
Einzig Matt zeigt noch Verständnis für Courtney und bringt ihr anlässlich ihres 17. Geburtstags eine Torte ans Bett. Als die beiden kurz davor sind, miteinander zu schlafen und Courtney Matt ihre Jungfräulichkeit gesteht, erscheint der Driller Killer und tötet den Jungen mit seinem Gitarrenbohrer von hinten durch den Oberkörper. Nachdem sie realisiert hat, dass es sich diesmal nicht um einen Traum handelt, flieht Courtney ins Wohnzimmer, wo die anderen sich vergnügen. Der Killer folgt ihr und die Gruppe zerfällt. T.J. wird verletzt und kann mit Sheila entkommen, während Sally noch im Haus ermordet wird. Courtney, Amy und Jeff scheint zunächst die Flucht mit dem Auto zu gelingen, der auf dem Rücksitz versteckte Killer tötet Jeff jedoch mit seinem Bohrer und die Mädchen laufen zurück zum Haus. T.J. ist das nächste Mordopfer, Sheila schleppt sich schwer verwundet zurück zum Haus ihres Vaters, während sich Courtney und Amy in einem Zimmer im ersten Stock verbarrikadieren. Nach einer musikalischen Showeinlage spürt der Driller Killer Sheila auf und tötet auch sie, woraufhin die beiden Überlebenden den Schauplatz über das Hausdach verlassen. Nach einer weiteren Einlage folgt der Killer den Mädchen auf eine Baustelle und tötet Amy, indem er sie aus einigen Metern in die Tiefe stößt. Courtney rettet sich auf das Dach des unfertigen Hauses, wo sie den Killer nach der Aufforderung „C’mon baby, light my fire!“ mit einem Schweißbrenner in Flammen setzt. Als die Einsatzkräfte Amys Leiche abtransportieren, macht es den Anschein, der Geist des Killers hätte von ihr Besitz ergriffen. Wenig später erwacht Courtney im Bett neben Matt, der sich in den Driller Killer verwandelt. Als sie erneut erwacht, liegt sie schreiend in einem Bett in der Psychiatrie, während sich die Waffe des Killers langsam durch den Fußboden bohrt.

## Produktion
Wie bereits der Vorgänger wurde Slumber Party Massacre II von Roger Corman produziert, dessen Name jedoch nicht in den Credits genannt wird. Da sich der erste Teil für Regisseurin Amy Holden Jones finanziell nicht gelohnt hatte, zeigte sie kein Interesse, an der Fortsetzung mitzuwirken, und Corman beauftragte die unerfahrene Deborah Brock mit der Regiearbeit. Beim Drehbuch konnte Brock, die sich vom schwarzhumorigen Musicalfilm The Rocky Horror Picture Show inspirieren ließ, frei gewähren. Die Dreharbeiten fanden unter dem Arbeitstitel Don’t Let Go von 9. Juni bis 8. Juli 1987 in Los Angeles statt, die Produktion war mit 500.000 Dollar mehr als doppelt so hoch wie das Original budgetiert. Für die Spezialeffekte des Films standen laut SFX-Künstler James McPherson maximal 20.000 Dollar zur Verfügung.
Der Film enthält mehrere Musikstücke, darunter die Pop-Rock-Titel If Only und Why von Courtneys Band, die von der tatsächlichen Band Wednesday Week komponiert und eingespielt wurden. Die Rockabilly-Titel Don’t Let Go und Let’s Buzz sang Darsteller und Musiker Atanas Ilitch, Sohn des Unternehmers und Sportklubbesitzers Mike Ilitch, selbst ein. Die eigens für den Film entworfene „Drill-Gitarre“ wurde später von Regisseurin Deborah Brock via eBay verkauft. Weil Brock auf die Wünsche der Schauspielerinnen einging, enthält der Film deutlich weniger Nacktheit als der Vorgänger. So bestand etwa das an einem Imagewandel interessierte, ehemalige Playmate Kimberly McArthur darauf, sich nicht für die Kamera auszuziehen.

## Rezeption

### Veröffentlichung
Nach Produktionsende lautete der Filmtitel kurzzeitig Go for It, aufgrund der besseren Vermarktbarkeit entschied sich Produzent Roger Corman aber für eine Umbenennung in Slumber Party Massacre II. Der durch Cormans New Concorde vertriebene Film erhielt am 16. Oktober 1987 einen limitierten Kinostart in Los Angeles und wurde bereits drei Wochen später auf VHS erstveröffentlicht. Im Gegensatz zum ersten Teil wurde der Titel auch in Deutschland zum Verkauf zugelassen, wo er ohne den Ziffernzusatz als Slumber Party Massacre vertrieben wird. Die deutsche Synchronfassung erhielt von der FSK keine Jugendfreigabe (FSK 18) und ist um eine Gewaltszene gekürzt. Die um fast sieben Minuten längere Laufzeit erklärt sich durch zahlreiche Handlungsschnitte der Originalfassung. Im Abspann des Films befindet sich ein Disclaimer mit ungewöhnlichem Abschluss:

“Any unauthorized exhibition, distribution or copying of this film or any part thereof [including soundtrack] is an infringement of the relevant copyright and will subject the infringer to severe civil and criminal prosecution as well as a midnight visit from the Driller-Killer.”

### Kritik
Der Film erhielt gemischte Rezensionen. Leonard Klady von der Los Angeles Times verglich die Traumelemente des Films mit der Nightmare-Reihe und meinte, die Zuschauer würden darüber im Unklaren gelassen, ob das Gezeigte tatsächlich oder nur in der Vorstellung der Protagonistin passiere. Slumber Party Massacre II zeige jedoch nur einen „Bruchteil der Kreativität“ seines Vorgängers:

“Writer-director Deborah Brock simply fails to give her film style or wit. The grisly shenanigans are as inane and illogical as the rationale behind making this effort. Slumber Party Massacre II is only slightly livelier than a good snooze, but being alert only begs the question: Why do we care about another senseless celluloid slasher?”

„Autorenfilmerin Deborah Brock gelingt es einfach nicht, ihrem Film Stil oder Witz zu verleihen. Die grausigen Späße sind albern und unlogisch wie die Gründe für dieses Machwerk. Slumber Party Massacre II ist nur geringfügig lebhafter als ein gutes Nickerchen, aber wachsam zu sein wirft nur eine Frage auf: Warum kümmern wir uns um einen weiteren sinnlosen Zelluloid-Slasher?“

Jim Harper nannte den Film in seinem 2004 erschienenen Buch Legacy of Blood „einen der schlechtesten Slasher-Filme der Geschichte“ sowie einen „neuen Tiefpunkt im Horrorfilm“. Die „Kombination ekliger Spezialeffekte und dummer Disco-Sequenzen“ mache den Film seiner Meinung nach „schwer zu genießen“. Außerdem seien die Versuche des Killers, Einzeiler im Stil Freddy Kruegers zu produzieren, ziemlich platt. Deutlich positiver urteilte das Lexikon des internationalen Films, das Slumber Party Massacre II als „blutigen Horrorfilm“ beschreibt, „der in Inszenierung und Dichte die Dutzendware des Genres überragt.“ Der TV Guide lobte den Film als „lustig und originell“ sowie weit über den Direct-to-Video-Produktionen jener Zeit stehend. Der „Rockabilly Killer“, der wirkt, als würde Elvis Presley Norman Bates spielen, sei der „wahrscheinlich unterhaltsamste Slasher“ aller Zeiten.
In der IMDb erhält der Film durchschnittlich 4,6 von 10 Punkten.